# Pavé de Haspres à Thiant
Der Sektor Pavé de Haspres à Thiant ist ein 1700 Meter langer mit Kopfsteinen gepflasterter Weg, welcher bei Paris–Roubaix zwischen Haspres und Thiant befahren wird.

## Charakteristik
Der Sektor Pavé de Haspres à Thiant ist mit der Schwierigkeitsstufe von 3 Sternen ausgezeichnet. Die ersten 700 Meter des Sektor steigen mit durchschnittlich 2,5 % an und verlaufen anschließend flach bis zum Sektorende. Das Kopfsteinpflaster ist nicht sehr gut und für Thierry Gouvenou, Rennleiter von Paris–Roubaix,  ist der Abschnitt ein „schlecht gepflasterter Weg“ (franz.:„route mal pavée“).

## Geschichte
Der Sektor wurde erstmalig 2001 befahren. Er wurde bis 2004 gefahren und wurde ab 2005 einer Streckenänderung aufgrund der Sperrung vom Trouée d’Arenberg nicht mehr in der Streckenplanung berücksichtigt. 2023 wurde der Abschnitt wieder in die Strecke für Paris–Roubaix 2023 aufgenommen. Der Abschnitt ist immer wieder Teil des Kurses von Grand Prix de Denain und wurde 2021 von Haspres nach Thiant und 2023, allerdings in der umgekehrten Fahrtrichtung, befahren. Kurz vor der Austragung von Paris–Roubaix 2023 die Les Amis de Paris–Roubaix mit Unterstützung der Gartenbauschule Raismes und einigen Freiwilligen eine schlechte Stelle im Sektor restauriert. In der Streckenpräsentation vom Grand Prix de Denain 2024 ist der Sektor wieder in der umgekehrten Fahrtrichtung vorgesehen.